# 日本車椅子バスケットボール大学連盟
日本車椅子バスケットボール大学連盟（にっぽんくるまいすバスケットボールだいがくれんめい、英名：Japan Collegiate Wheelchair Basketball Federation for General Barrier-free Producing(GBP-JCWBF，GBP)）は2002年（平成14年）7月15日設立の学生車椅子バスケットボールの組織。

## 概要
健常者・障害者に関わらず車椅子に乗れば同じ車椅子バスケットボールというものを共有することができるため、バリアフリーやノーマライゼーション社会実現のための手段のひとつとして車椅子バスケットボールを捉え、「障害者スポーツ」という概念から外し、「生涯スポーツ」「競技スポーツ」として学生（主に大学・短期大学）に普及・振興している学生スポーツ競技団体である。内部的に日常的によく使用される略称の愛称「GBP」とは、この目的と事業内容を表した「General Barrier-free Produce」の頭文字をとった略である。

## 活動目的
大学生(大学学士課程・修士課程・博士課程および短期大学に正規に在籍する学生)に対して、スポーツとしての車椅子バスケットボールの普及・振興を通し、健常者と障害者との相互理解を積極的に行おうとする精神を持った人材を育成すると共に、社会一般に対してスポーツとしての車椅子バスケットボールの普及・振興を図り、健常者と障害者との相互理解の促進に寄与すること。

## 事業内容
1. 車椅子バスケットボールの普及・振興に関する事業
2. 車椅子バスケットボールの全国学生統括競技団体としての競技者資格の制定・資格保護および全国選手権大会開催等の競技に関する事業
3. 登録競技者に対する車椅子バスケットボールの競技力向上に関する事業
4. 登録団体の活動の推進・協力および助言
5. バリアフリーに関する研究・啓発
6. その他の事業

## 組織
- 総会（最高議決機関）
- 常任理事会（常務議決・執行機関）

常任理事会の下に、他の競技団体と同様の以下の専門部が置かれ登録会員により各種事業が実施される。
- 普及部（普及振興・登録団体校支援）
- 競技部（大会運営・競技運営・競技規則・アンチドーピング・全国選手権大会実行委員会・春季大会実行委員会）
- 強化部（競技力向上指導・学生選抜チーム・科学技術）
- 総務部（資格登録・広報・財務・経理・総務）
- パートナーシップ推進部（渉外・収益事業）

常任理事会の下に、以下のブロックごとの会議が置かれ、各ブロックに所属する登録会員が定期的に参集し、連盟運営および事業に関する各種報告・連絡・意見集約・討議が行われる（ただし組織内における議決機関ではない）。
- 東日本（ブロック）：北海道・東北・関東・中部(甲信越)
- 西日本（ブロック）：中部(東海北陸)・近畿・中国・四国・九州・沖縄

## 競技規則の扱い
連盟主催の競技会では、日本車椅子バスケットボール連盟（JWBF）の競技規則に準じて実施されるが、連盟の第1目的が「バリアフリー」（健常者・障害者分け隔てなく）であることから、以下の事項については競技会ごとに定める大会規定によって規則運用方法を変えている。
- 持ち点

車椅子バスケットボール競技の最大の特徴である「持ち点」制度を原則的に採用しない。（障害の程度に応じた「クラス分け」自体を実施していない）
- 車椅子寸法

車椅子の寸法（シートの高さ）は、JWBFによるクラス分けを受けた持ち点のある競技者には持ち点に応じた寸法が、それ以外の競技者は一律に持ち点3.5～4.5の寸法が適用される。

## おもな主催事業
- 全国車椅子バスケットボール大学選手権大会

登録団体校対抗の，学生全国一の学校を決定する競技会。毎年９月から11月中に開催。「GBP Championship '○○」（○○には，開催年の西暦下２桁が入る）の大会愛称がつけられている。
- 春季大会（新人戦）

前述の競技規則に加えて，女子や，車椅子バスケットボールの競技経験の少ない競技者を優先して出場（オンザコート）させることを原則とした競技会。連盟登録の有無・所属や，登録団体の枠にかかわらず出場可能。毎年概ね３月中に開催。「GBP Open Meet '○○」（○○には，開催年の西暦下２桁が入る）の大会愛称がつけられている。
- 合同強化合宿

登録会員（学生・競技者）に対し，２日間行われる合宿で，学生競技者全体の競技力向上を図る。また，学生選抜チームの選手選考会を兼ねることが多い。毎年５月から８月中に開催。
- 学生選抜チーム

合同強化合宿などでの評価により，いわゆる「心・技・体」の優れた学生競技者12名を選抜し，全国各地で開催されている各大会に学生競技者の代表として出場派遣を行う。学生競技者の「モデルプレイヤー」として，全国各地の大会出場などによる学生車椅子バスケットボールの広報活動と，学んだことを所属校・選抜選手以外の競技者に還元するという任務を持つ。

## 登録団体校
（登録実績順、「（）」内はクラブ・チーム愛称またはサークル名。2012年9月現在）
- 関西学院大学（REAL）
- 広島国際大学（Truth）
- 埼玉県立大学（SPREAD）
- 近畿医療福祉大学（JAZZ）
- 茨城県立医療大学（ROOTs）
- 北里大学（VANGS）
- 新潟大学（SIXERS）
- 吉備国際大学（BEAT）
- 信州大学（SEROWS）
- 常磐大学（Stardust）

登録団体は5名以上の「学生(競技者)」区分の登録会員（「会員」については後述）で構成されなければならない（バスケットボールは、1チーム5名でプレイするスポーツ競技であることから）。ただし、車椅子バスケットボールの振興のため単一校で5名に満たない場合、複数の学校の学生でひとつの学校団体として登録することが認められている（細則が定められている）。
また登録団体は、各校の「体育会」直轄の公式クラブ（部）、サークルの公認・非公認（任意団体）など学内での種別は問われないが学校単位で単一とされる。

### 登録会員（学生区分）所属校
（2012年9月現在）
- 上記の登録団体校及び
- 東洋大学
- 神戸学院大学
- 尚美学園大学
- 長崎大学

「会員登録」は登録団体校所属の有無に関わらず個人単位で登録することができる。
区分は，「役員・元役員」「一般」「学生」「学生(競技者)」（競技者資格登録は，「学生」区分に付加する形であり，登録団体校のいずれか１つに所属していなければならない）であり，登録区分に応じて，会員は連盟の運営や各種事業に参画することができる。また，この会員登録が，連盟の主催する事業（全国選手権大会など）への出場・参加のための基礎資格となる。

### 過去の登録団体校
（登録実績順、「（）」内はクラブ・チーム愛称またはサークル名。2012年9月現在）
- 関西福祉科学大学（福籠会）
- 花園大学（TIP OFF）
- 大阪体育大学（P.M.A.）
- 桃山学院大学（WISH）
- 国際医療福祉大学（LINK）
- 仙台大学（unity）

## 全国車椅子バスケットボール大学選手権大会の変遷
- 第1回大会(2002年11月23日 大阪市舞洲障害者スポーツセンター〔アミティー舞洲〕)出場6校

優勝:広島国際大学　　準優勝:埼玉県立大学　　第3位:関西学院大学
- 第2回大会(2003年9月14日~15日 大阪市中央体育館)出場9校

優勝:埼玉県立大学　　準優勝:広島国際大学　　第3位:大阪体育大学
- 第3回大会(2004年9月15日~16日 兵庫県立総合体育館)出場10校

優勝:埼玉県立大学　　準優勝:関西学院大学　　第3位:国際医療福祉大学
- 第4回大会(2005年9月24日~25日 大阪市中央体育館)出場9校

優勝:広島国際大学　　準優勝:大阪体育大学　　第3位:関西福祉科学大学
- 第5回大会(2006年9月9日~10日 三田市駒ヶ谷体育館)出場10校

優勝:埼玉県立大学　　準優勝:茨城県立医療大学　　第3位:新潟大学
- 第6回大会(2007年9月15日~16日 泉佐野市民総合体育館)出場12校

優勝:北里大学　　準優勝:埼玉県立大学　　第3位:新潟大学
- 第7回大会(2008年9月20日~21日 三重県営アンアリーナ)出場12校

優勝:北里大学　　準優勝:茨城県立医療大学　　第3位:新潟大学
- 第8回大会(2009年9月21日~22日 大阪府立門真スポーツセンター〔なみはやドーム〕)出場12校

優勝:埼玉県立大学　　準優勝:茨城県立医療大学　　第3位:吉備国際大学
- 第9回大会(2010年9月18日~19日 大阪府立門真スポーツセンター〔なみはやドーム〕)出場12校

優勝:茨城県立医療大学　　準優勝:埼玉県立大学　　第3位:北里大学
- 第10回大会(2011年10月29日~30日 大阪府立門真スポーツセンター〔なみはやドーム〕)出場8校

優勝:埼玉県立大学　　準優勝:信州大学　　第3位:茨城県立医療大学
- 第11回大会(2012年9月15日~16日 大阪府立門真スポーツセンター〔なみはやドーム〕)出場8校

優勝:北里大学　　準優勝:茨城県立医療大学　　第3位:埼玉県立大学
- 第12回大会(2013年9月14日~15日 大阪府立門真スポーツセンター〔なみはやドーム〕)出場7校

優勝:埼玉県立大学　　準優勝:茨城県立医療大学　　第3位:北里大学
- 第13回大会(2014年8月16日~17日 町田市総合体育館)出場7校

優勝:埼玉県立大学　　準優勝:茨城県立医療大学　　第3位:信州大学
- 第14回大会(2015年8月15日~16日 町田市総合体育館)出場7校

優勝:埼玉県立大学　　準優勝:茨城県立医療大学　　第3位:吉備国際大学
- 第15回大会(2016年8月20日~21日 町田市総合体育館)出場8校

優勝:信州大学　　準優勝:北里大学　　第3位:茨城県立医療大学
上記上位表彰以外に、MVPや得点王などの特別賞が大会毎に設定され表彰される。